# Mary Raftery
Mary Raftery (* 21. Dezember 1957 in Dublin; † 10. Januar 2012 ebenda) war eine irische investigative Journalistin. Mit ihren Fernsehdokumentationen deckte sie unter anderem Missbrauch und Misshandlungen von Kindern in katholischen Institutionen in Irland auf sowie frühere Missstände in der dortigen Psychiatrie.

## Biographie
Mary Raftery wurde 1957 in Dublin als eines von vier Kindern von Adrian und Ita Raftery geboren. Ihre Kindheit verbrachte sie in Frankreich, bevor sie für ihre Sekundarschulausbildung nach Irland zurückkehrte. Nach Schulabschluss absolvierte sie ein Ingenieursstudium am University College Dublin. Zur gleichen Zeit studierte sie Musik am Dubliner College of Music und galt als hervorragende Cellistin. Sie beendete ihr Studium nicht, entwickelte aber als Studentenvertreterin ihr Interesse für Journalismus. In den 1980er Jahren arbeitete sie für die Zeitschriften Magill und In Dublin.
1984 wurde Raftery Produzentin in der Fernsehabteilung des irischen Senders RTÉ und arbeitete an einer Reihe von Programmen zu aktuellen Themen. Darunter war unter anderem eine Sendung zum Korruptions- und Betrugsfall rund um den irischen Immobilienunternehmer Patrick Gallagher, durch den 600 Investoren ihre Ersparnisse verloren hatten.
Außerdem recherchierte Raftery die Karriere der kriminellen Familie Dunne und versuchte herauszufinden, warum Mitglieder der Familie kriminell geworden waren. Ihre Recherchen führten zur Produktion der Serie States of Fear, die im April und Mai 1999 ausgestrahlt wurde. Die Serie dokumentierte den Missbrauch und die Misshandlung von Kindern in den 60 sogenannten reformatory and industrial schools für „vernachlässigte, verwaiste und verlassene Kinder“ zwischen den 1930er und 1970er Jahren; mehrere Mitglieder der Familie Dunne hatten dort ihre Kindheit verbringen müssen. Die Mehrzahl dieser Schulen wurde unter Aufsicht des irischen Bildungsministeriums von der katholischen Kirche betrieben. Die Serie fand großen Widerhall in der Öffentlichkeit, und noch bevor der letzte Teil ausgestrahlt worden war, entschuldigte sich der damalige Taoiseach Bertie Ahern öffentlich bei den Opfern. 2009 wurde der Ryan-Bericht vorgelegt, der die Informationen aus States of Fear bestätigte.
2002 produzierte Mary Raftery zusammen mit Mick Peelo Cardinal Secrets für RTÉ, das den Umgang der katholischen Kirche mit Vorwürfen des sexuellen Missbrauchs gegen Kleriker in der Diözese Dublin untersuchte. Diese Fernsehsendung führte zu der Entscheidung der Regierung, die Murphy-Kommission einzurichten, die ebenfalls 2009 ihren Bericht vorlegte. Ihre letzte Produktion war 2011 Behind the Walls, in der die Geschichte der Psychiatrie in Irland dokumentiert wurde. Fazit der Sendung war, dass es in Irland in den 1950er Jahren die meisten Insassen weltweit in psychiatrischen Kliniken gab und dass Irland mit den Zahlen pro Kopf der Bevölkerung sogar vor der Sowjetunion lag.
Zudem hatte Mary Raftery eine Reihe von Lehraufträgen inne, darunter an der Dublin City University, dem Dublin Institute of Technology, dem St. Mary’s College in London, der New York University, der University of Washington in Seattle und dem Boston College.
Mary Raftery starb am 10. Januar 2012 im Alter von 54 Jahren in einem Dubliner Krankenhaus an Eierstockkrebs; sie hinterließ ihren Mann und einen Sohn. Die Zeitung Irish Independent schrieb in ihrem Nachruf auf Raftery:
„Ihre Arbeit hatte einen erschütternden Einfluss auf die irische Gesellschaft. Furchtlos, unerbittlich, unermüdlich: drei Worte, die gleichbedeutend sind mit einer eigenwilligen Journalistin, die mehr als jeder andere in ihrem Beruf tat, um Licht in das dunkelste Kapitel der modernen irischen Geschichte zu bringen.“

## Ehrungen und Erinnerungen
Mary Raftery erhielt im Laufe ihrer Karriere zahlreiche Auszeichnungen, darunter 1999 den „Justice Media Television Award“ und den „Irish Film and Television Award“, 2000 den „Special Jury Gold Award“ des Houston WorldFest und die Goldmedaille des New York Festivals, alle für States of Fear.
Von Freunden und Kollegen wurde 2012 der Mary Raftery Journalism Fund zur Unterstützung von investigativem Journalismus eingerichtet, der im Dezember 2018 seine Aufgaben an die Dublin City University übergab. Deren Media History Collection of the School of Communications richtete 2019 eine Ausstellung zu Mary Raftery aus. Der Mary Raftery Prize wird an journalistische Arbeiten über gesellschaftliche Bereiche in Irland vergeben.

## Publikationen
- Mit Eoin O’Sullivan: Suffer the Little Children – The Inside Story of Ireland's Industrial Schools. Continuum, New York 2001, ISBN 978-0-8264-1337-6.
- Do they think we're eejits? : a selection of the Irish Times columns 2003–2009. The Irish Times, Dublin 2013, ISBN 978-0-907011-37-8.